# Ronde van Frankrijk 2023/Achtste etappe

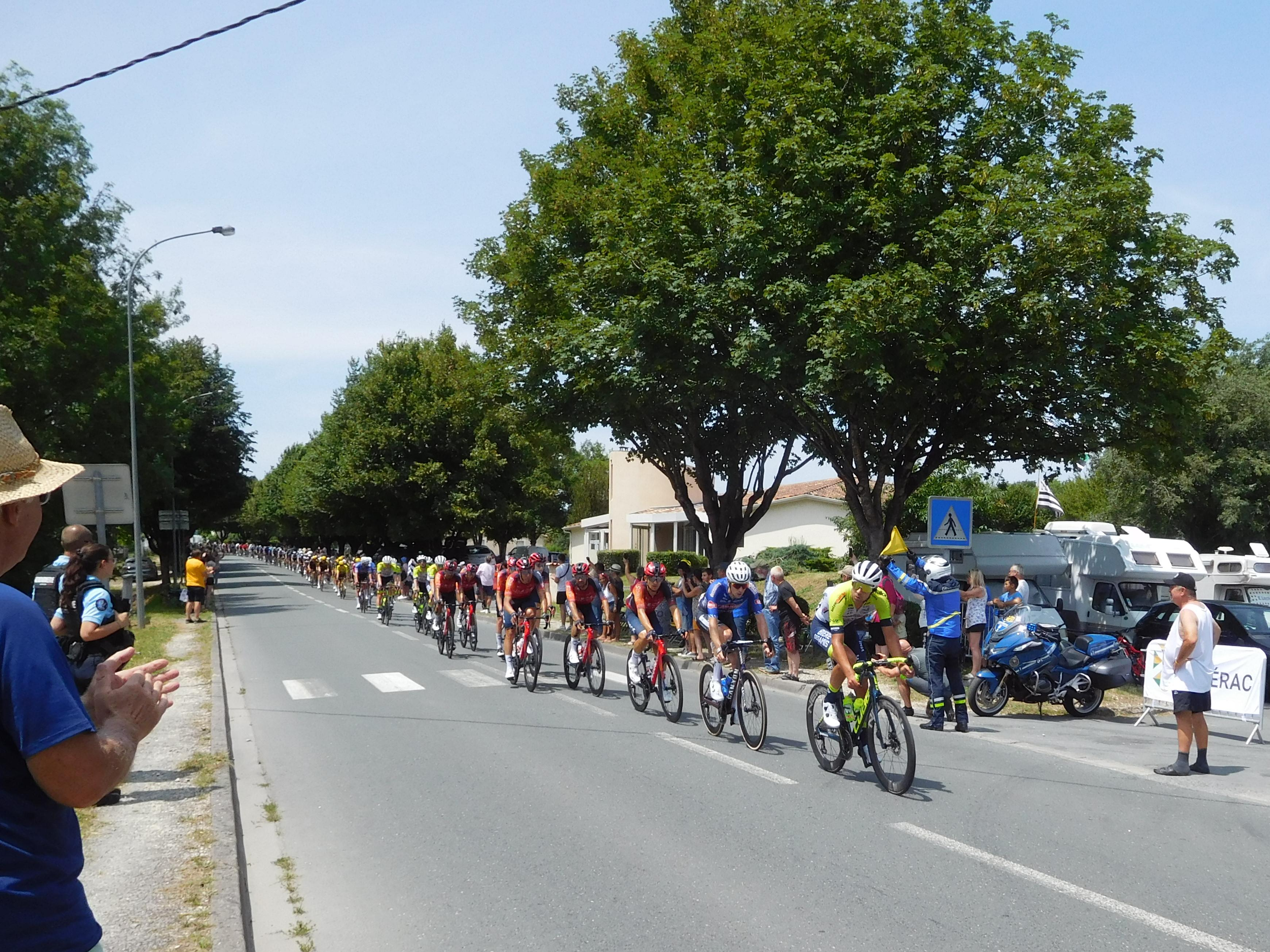
Het peloton in Ribérac

De achtste etappe van de Ronde van Frankrijk 2023 was een heuvelrit met een lengte van 200,7 kilometer. De etappe werd verreden op 8 juli met de start in Libourne en de finish in Limoges. 

## Parcours
Deze etappe had een lange vlakke aanloop van 123 kilometer met een tussensprint na 79 kilometer fietsen in Tocane-Saint-Apre. Het tweede gedeelte van de etappe was heuvelachtig met de Côte de Champs-Romain (derde categorie) na 130,4 kilometer, en twee heuvels van de vierde categorie te weten de Côte de Masmont na 184,7 kilometer en de Côte de Condat-sur-Vienne na 191,4 kilometer fietsen. De laatste 700 meter naar de finish in Limoges liepen zo'n 4% omhoog waardoor het een lastige aankomst was voor de rassprinters.

## Verloop
Mads Pedersen heeft de achtste etappe van de Tour de France op zijn naam gezet. De 27-jarige Deen was nipt sneller dan Jasper Philipsen, die al drie keer de snelste was deze Ronde van Frankrijk.
De etappe begon rustig maar na 21 kilometer onsnapten drie renners: de Belg Tim Declercq en de twee Fransen Anthony Delaplace en Anthony Turgis. De tussensprint bij Tocane-Saint-Apre werd gewonnen door Anthony Delaplace voor Anthony Turgis en Tim Declercq, in het peloton was de Belg Jasper Philipsen de snelste voor de andere sprinters.
Op de top van de Côte de Champs-Romain nam Anthony Turgis de leiding van de kopgroep, met een voorsprong van twee minuten en achtenvijftig seconden op het peloton. Kort voordat het peloton La Chapelle Verlaine passeerde, kwam de Brit Mark Cavendish, samen met vijfvoudig Tour de France-winnaar Eddy Merckx recordhouder met 34 etappe-overwinningen in de Tour de France, ten val. Hij raakte gewond aan zijn schouder en moest opgeven. 
Op de Côte de Masmont nam Anthony Turgis afstand van zijn vluchtmakkers en ging alleen aan de leiding, zevenentwintig seconden voor de twee teruggevallen renners, Anthony Delaplace en Tim Declercq, en drieënveertig seconden voor het peloton. Op de top van de Côte de Condat-sur-Vienne na 191,4 kilometer fietsen had Turgis nog slechts acht seconden voorsprong op het peloton.
Op 8,2 kilometer van Limoges werd Turgis ingerekend door het peloton. Met nog 6 kilometer te gaan werd er een valpartij veroorzaakt door een onoplettende toeschouwer die de Brit Simon Yates en de Spanjaard Mikel Landa kostbare seconden kostte. De Belg Steff Cras, dertiende in het algemeen klassement, kwam ook ten val en moest opgeven.
Gehergroepeerd maakte het peloton zich klaar voor de eindsprint. De Deense renner Mads Pedersen won de etappe door een sterke sprint, op de oplopende weg naar de finish, voor Jasper Philipsen en Wout van Aert.
In de verschillende klassementen behielden de leiders allen hun truien: Jonas Vingegaard geel, Tadej Pogačar wit, Jasper Philipsen groen en Neilson Powless de bolletjestrui. De Jumbo-Visma ploeg bleef bovenaan staan in het ploegenklassement. Anthony Turgis kreeg de prijs voor de strijdlust omdat hij als laatste renner van de kopgroep werd gegrepen door het peloton.

## Uitslag etappe
| Libourne – Limoges (200,7 km) |                   |                        |          |
| Plaats                        | Naam              | Ploeg                  | Tijd     |
| 1                             | Mads Pedersen     | Lidl-Trek              | 4u12'26" |
| 2                             | Jasper Philipsen  | Alpecin-Deceuninck     | z.t.     |
| 3                             | Wout van Aert     | Team Jumbo-Visma       | z.t.     |
| 4                             | Dylan Groenewegen | Team Jayco AlUla       | z.t.     |
| 5                             | Nils Eekhoff      | Team DSM-Firmenich     | z.t.     |
| 6                             | Bryan Coquard     | Cofidis                | z.t.     |
| 7                             | Jasper De Buyst   | Lotto-Dstny            | z.t.     |
| 8                             | Rasmus Tiller     | Uno-X Pro Cycling Team | z.t.     |
| 9                             | Corbin Strong     | Israel-Premier Tech    | z.t.     |
| 10                            | Tadej Pogačar     | UAE Team Emirates      | z.t.     |

 –  Anthony Turgis was de strijdlustigste renner van de achtste etappe.

## Klassementen

### Algemeen klassement
| Algemeen klassement (gele trui) |                  |                    |           |
| Plaats                          | Naam             | Ploeg              | Tijd      |
| Gele trui                       | Jonas Vingegaard | Team Jumbo-Visma   | 34u09'38" |
| 2                               | Tadej Pogačar    | UAE Team Emirates  | + 25"     |
| 3                               | Jai Hindley      | BORA-hansgrohe     | + 1'34"   |
| 4                               | Carlos Rodríguez | INEOS Grenadiers   | + 3'30"   |
| 5                               | Adam Yates       | UAE Team Emirates  | + 3'40"   |
| 6                               | Simon Yates      | Team Jayco AlUla   | + 4'01"   |
| 7                               | David Gaudu      | Groupama-FDJ       | + 4'03"   |
| 8                               | Romain Bardet    | Team DSM-Firmenich | + 4'43"   |
| 9                               | Tom Pidcock      | INEOS Grenadiers   | z.t.      |
| 10                              | Sepp Kuss        | Team Jumbo-Visma   | + 5'28"   |
|                                 |                  |                    |           |
| 21                              | Wilco Kelderman  | Team Jumbo-Visma   | + 13'02"  |
| 23                              | Wout van Aert    | Team Jumbo-Visma   | + 16'01"  |

### Puntenklassement
| Puntenklassement (groene trui) |                   |                          |        |
| Plaats                         | Naam              | Ploeg                    | Punten |
| Groene trui                    | Jasper Philipsen  | Alpecin-Deceuninck       | 258    |
| 2                              | Bryan Coquard     | Cofidis                  | 149    |
| 3                              | Mads Pedersen     | Lidl-Trek                | 143    |
| 4                              | Wout van Aert     | Team Jumbo-Visma         | 112    |
| 5                              | Tadej Pogačar     | UAE Team Emirates        | 81     |
| 6                              | Victor Lafay      | Cofidis                  | 80     |
| 7                              | Jordi Meeus       | BORA-hansgrohe           | 80     |
| 8                              | Biniam Girmay     | Intermarché-Circus-Wanty | 77     |
| 9                              | Caleb Ewan        | Lotto-Dstny              | 73     |
| 10                             | Dylan Groenewegen | Team Jayco AlUla         | 62     |

### Bergklassement
| Bergklassement (bolletjestrui) |                            |                        |        |
| Plaats                         | Naam                       | Ploeg                  | Punten |
| Bolletjestrui                  | Neilson Powless            | EF Education-EasyPost  | 36     |
| 2                              | Felix Gall                 | AG2R-Citroën           | 28     |
| 3                              | Tobias Halland Johannessen | Uno-X Pro Cycling Team | 26     |
| 4                              | Ruben Guerreiro            | Movistar Team          | 22     |
| 5                              | Tadej Pogačar              | UAE Team Emirates      | 19     |
| 6                              | Jai Hindley                | BORA-hansgrohe         | 19     |
| 7                              | Giulio Ciccone             | Lidl-Trek              | 19     |
| 8                              | Jonas Vingegaard           | Team Jumbo-Visma       | 18     |
| 9                              | Wout van Aert              | Team Jumbo-Visma       | 15     |
| 10                             | Daniel Martínez            | INEOS Grenadiers       | 15     |
|                                |                            |                        |        |
| 17                             | Mathieu van der Poel       | Alpecin-Deceuninck     | 4      |

### Jongerenklassement
| Jongerenklassement (witte trui) |                            |                        |            |
| Plaats                          | Naam                       | Ploeg                  | Tijd       |
| Witte trui                      | Tadej Pogačar              | UAE Team Emirates      | 34u10'03"  |
| 2                               | Carlos Rodríguez           | INEOS Grenadiers       | + 3'05"    |
| 3                               | Tom Pidcock                | INEOS Grenadiers       | + 4'18"    |
| 4                               | Felix Gall                 | AG2R-Citroën           | + 7'54"    |
| 5                               | Mattias Skjelmose Jensen   | Lidl-Trek              | + 8'22"    |
| 6                               | Tobias Halland Johannessen | Uno-X Pro Cycling Team | + 30'18"   |
| 7                               | Clément Champoussin        | Arkéa-Samsic           | + 41'59"   |
| 8                               | Matis Louvel               | Arkéa-Samsic           | + 44'45"   |
| 9                               | Mathieu Burgaudeau         | Team TotalEnergies     | + 46'02"   |
| 10                              | Matthew Dinham             | Team DSM-Firmenich     | + 47'37"   |
|                                 |                            |                        |            |
| 12                              | Maxim Van Gils             | Lotto-Dstny            | + 1u01'32" |
| 14                              | Lars van den Berg          | Groupama-FDJ           | + 1u02'26" |

### Ploegenklassement
| Ploegenklassement |                    |            |
| Plaats            | Ploeg              | Tijd       |
|                   | Team Jumbo-Visma   | 102u40'03" |
| 2                 | INEOS Grenadiers   | + 2'47"    |
| 3                 | Bahrain-Victorious | + 10'42"   |
| 4                 | UAE Team Emirates  | + 11'38"   |
| 5                 | Groupama-FDJ       | + 15'26"   |

## Uitvallers
- Mark Cavendish (Astana Qazaqstan): Uitgevallen door sleutelbeenbreuk na valpartij.
- Steff Cras (Team TotalEnergies): Uitgevallen door botsing met toeschouwer.

1e etappe ·
2e etappe ·
3e etappe ·
4e etappe ·
5e etappe ·
6e etappe ·
7e etappe ·
8e etappe ·
9e etappe ·
10e etappe ·
11e etappe ·
12e etappe ·
13e etappe ·
14e etappe ·
15e etappe ·
16e etappe ·
17e etappe ·
18e etappe ·
19e etappe ·
20e etappe ·
21e etappe
Startlijst · Eindstanden · Afbeeldingen